# Ceralomus
Ceralomus is een kevergeslacht uit de familie van de boktorren (Cerambycidae). De wetenschappelijke naam van het geslacht werd voor het eerst geldig gepubliceerd in 1886 door Sharp.

## Soorten
Ceralomus is monotypisch en omvat slechts de volgende soort:
- Ceralomus morosus Sharp, 1886